# Lista över skateboardtrick
Detta är en lista över termer som används för olika tricks som utförs i disciplinen street i skateboard. För termer som har med brädan att göra; se skateboard

## Numerisk
- 5-0 - Att glida på en kant med den bakre trucken
- 180 - står för 180° och används som tillägg för ett trick där brädan vrids ett halvt varv

## A
- aerials eller air
  - backside air
  - indy air
  - method air
  - McTwist
  - roastbeef air
  - christ air
  - indy nosebone air
  - nosebone air
  - tailgrab
  - melon
  - nosegrab
  - cannonball
  - airwalk
  - fs. air

## B
- boardslide
- boneless
- blunt
- Bigspin
- Bigflip

## F
- flips - En flip är ett trick som på något sätt får brädan att snurra i luften, både horisontellt eller vertikalt.
  - kickflip
  - 360-flip, även kallad tréflip - skateboarden snurrar 360 grader horisontellt samtidigt som den gör en kickflip.
  - backside flip
  - frontside flip
  - hardflip
  - heelflip
  - varial kickflip
  - varial heelflip
  - inward heelflip
  - Forwardflip
  - Gazelle flip - Utövaren roterar 360 grader och brädan 540 grader horisontalt samtidigt som brädan gör en kickflip
  - nightmare flip
  - hospital flip
  - casper flip
  - big flip
  - 540 flip
  - Nollie 360 flip Exakt samma som 360 flipen bara att den görs i nollie position

## G
- grabs En grupp trick som görs med en hand som greppar brädan.
  - nosegrab
  - tailgrab
  - indy
  - melon
  - madonna
- grind - Ett trick där man skrapar i och glider på truckarna exempelvis mot en hård kant eller ett räcke. Den metallkant som sitter högst upp på en skatebordramp kallas ofta rail ("coping" är dock vanligare) vilket också gör att grinds kallas för railtricks. 
  - 5-O
  - 50-50 - uttalas fifty-fifty och är ett trick där man glider med båda truckarna i samma läge framåt på en rail.
  - 180 grind
  - feeble
  - k-grind (crooked)
  - nosegrind - är när man grindar med framtrucken på en rail framåt
  - tailslide
  - overcrooked
  - smith
  - wheeliegrind
  - hurricane
  - salad
  - boardslide
  - lipslide

## H
- heelflip är ett trick där skateboardåkaren sparkar sin skateboard för att få den att vända runt 360 grader. Vad man gör är att trycka ner bakdelen, tailen, på skateboarden. Sedan drar man framfoten upp mot noisen och sedan sparka ut foten mot vänster om du står goofy sedan drar man upp knäna och när skateboarden har flippat färdigt och man ser griptapen sätter man ner fötterna. Tricket är som kickflip fast man flippar brädan åt andra hållet och att man använder hälen.

## L
- lips
  - blunt
  - noseblunt
  - invert
  - nose stall
  - tailstall
  - rock to fakie
  - Rock'n'Roll
  - disaster
  - axlestall
  - pivot
  - pivot fakie
  - nosepick
  - Crail
  - tailstall
  - stapel gun
  - smith stop
  - new deal

## M
- manual
  - nose manual
  - handstand
  - pogo
  - switch foot pogo
  - one foot manual
  - casper
  - anti casper
  - truckstand
  - to rail-primo stand
  - spacewalk
  - darkslide

## N
- nosepick
- no comply
- nollie (se ollie)
- nollie flip

## O
- ollie
  - boned Ollie
  - ollie impossible / impossible
  - nollie är ungefär som en ollie. Skillnaden är att man trycker ner nosen och drar bakfoten som man drar framfoten i en vanlig ollie.
  - switch ollie
  - fakie ollie
  - ollie airwalk
  - olie north
  - ollie south
  - compass

## P
- plants
  - gymnast plant
  - handplant
- pogo
  - street plant
  - hoho plant

## R
- rail: åkaren hoppar med skateboarden samtidigt som den ställer sig på däcken, sen hoppar den ner på skateboardens underlag igen

## S
- slide
  - bluntslide
  - darkslide
  - lipslide
  - tailslide
  - noseslide
  - boardslide
  - cocoslide
  - casperslide
- shuv-it
  - pop shuv-it
  - Fs.shuvit
  - spacewalk
  - 360 shuv-it

## V
- varial

## W
- wallride
- wallie